# لورن همپ
لورن کنف (انگلیسی: Lauren Hemp؛ زادهٔ ۷ اوت ۲۰۰۰) بازیکن فوتبال اهل بریتانیا است.
از باشگاه‌هایی که در آن بازی کرده‌است می‌توان به باشگاه فوتبال زنان منچستر سیتی اشاره کرد.
وی همچنین در تیم‌های ملی فوتبال England women's national under-17 football team, England women's national under-19 football team, England women's national under-20 football team, England women's national under-21 football team، زنان انگلستان، و Great Britain women's national football team بازی کرده‌است.